# Bulbophyllum leniae
Bulbophyllum leniae är en orkidéart som beskrevs av Jaap J. Vermeulen. Bulbophyllum leniae ingår i släktet Bulbophyllum och familjen orkidéer. Inga underarter finns listade i Catalogue of Life.